# Puig de Sant Martirià
El Puig de Sant Martirià, també anomenat del Convent Vell, és una muntanya de 242 metres que es troba al municipi de Banyoles, a la comarca del Pla de l'Estany. Dalt del turó hi trobem l'ermita homònima, que segons la llegenda és on es van albergar les relíquies de Martirià d'Albenga, Sant Martirià.